# Bintuni
Bintuni (holandês: Steenkool) é uma pequena cidade na Papua Ocidental, na Indonésia e sede da Regência Teluk Bintuni. É composta por duas aldeias (Bintuni Ocidenal e Bintuni Oriental) com uma população combinada de 13.795 no Censo de 2010. A cidade está localizada perto da costa sudeste da Península da Cabeça de Pássaro, na Baía de Bintuni. É servido pelo Aeroporto de Bintuni.